# Jaro
Jaro je moško osebno ime.

## Izvor imena
Ime Jaro je različica imena Jaroslav.

## Pogostost imena
Po podatkih Statističnega urada Republike Slovenije je bilo na dan 31. decembra 2007 v Sloveniji število moških oseb z imenom Jaro: 26.